# Vidre bioactiu

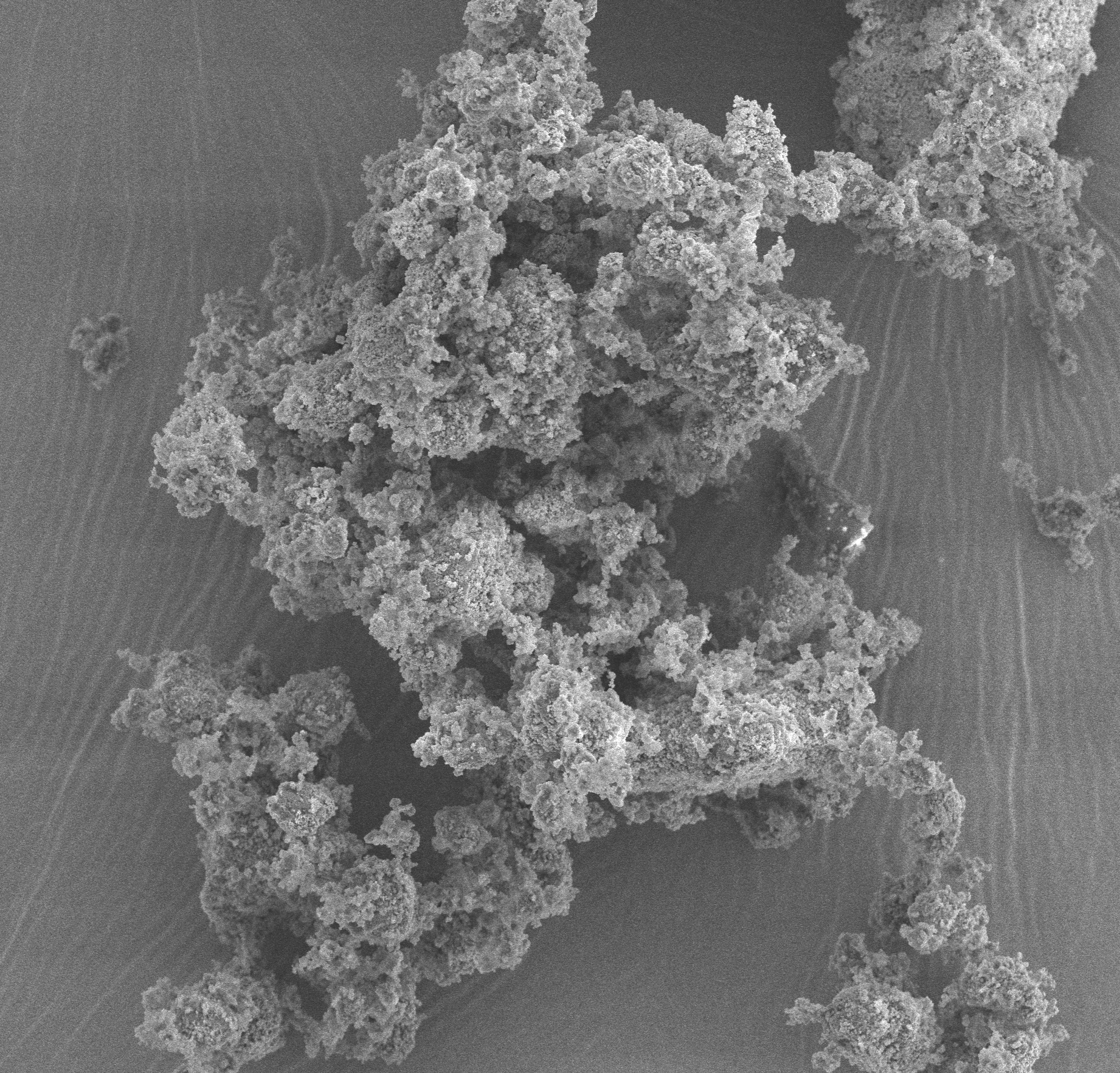
Vidre bioactiu observat per microscopia electrònica.

Els vidres bioactius són un grup de biomaterials vitroceràmics que presenten una superfície reactiva i alhora són biocompatibles, fet que permet la seva unió a teixits biològics. La seva composició semblant als minerals presents al cos humà els confereix un ampli ventall en aplicacions mèdiques i enginyeria de teixits, tals com empelts ossis o revestiments dentals.
El primer vidre bioactiu apte per a l'ús clínic va ser inventat l'any 1969 per Larry Hench a la Universitat de Florida, i fou patentat com a Bioglass. Aquest primer material tenia la següent composició, molt similar a la de l'os humà: 45% en pes de diòxid de silici (SiO2), 24.5% d'òxid de calci (CaO), 24.5% d'òxid de sodi (Na2O) i 6% de pentaòxid de difòsfor (P₂O5).
Actualment hi ha diversos tipus de vidres bioactius amb característiques osteogèniques, angiogèniques i de biorreabsorció. La seva producció es basa a partir de mètodes sol-gel, de filat de fibres o de nanopartícules.